# Isabel d'Este (marquesa consort de Màntua)

Retrat d'Isabel d'Este realitzat per Ticià (Museu d'Història de l'Art de Viena)

Isabel d'Este (Ferrara, ducat de Ferrara, 18 de maig del 1474-Màntua, ducat de Màntua, 13 de febrer del 1539) fou una princesa del ducat de Ferrara i Mòdena que va esdevenir marquesa consort i regent del ducat de Màntua, i va arribar a ser una figura femenina molt influent en el Renaixement.

## Família i descendència
Membre per naixement de la casa d'Este, era filla del duc Hèrcules I d'Este i d'Elionor de Nàpols. Fou neta per línia paterna de Nicolau III d'Este i de Riccarda de Saluzzo, i per línia materna de Ferran I de Nàpols (fill natural del rei Alfons V d'Aragó) i d'Isabel de Chiaramonte. Fou germana d'Alfons I d'Este, d'Hipòlit d'Este i de Beatriu d'Este, casada amb Lluís Maria Sforza.
Va rebre una educació excel·lent i coneixements en llengües i textos clàssics, història de Roma, música i cant. Afeccionada a la lectura, a la seva biblioteca figuraven, entre d'altres, dos exemplars del Tirant lo Blanc, un en català i l'altre traduït a l'italià.
Isabel d'Este es casà el 12 de febrer del 1490 a la ciutat de Màntua amb el marquès Francesc II Gonzaga. D'aquesta unió nasqueren:
- Elionor Gonzaga (1493 - 1550), casada el 1507 amb el duc d'Urbino Francesc Maria I della Rovere (1490-1538).
- Frederic II Gonzaga (1500 - 1540), marquès (1519-1530) i duc de Màntua (1530-1540).
- Hipòlita Gonzaga (1503 - 1570), religiosa dominica al monestir de Sant Vicenzo de Màntua.
- Ercole Gonzaga (1505 - 1563), bisbe, cardenal i president del Concili de Trento. Va ser regent dels seus nebots.
- Ferrante Gonzaga (1507 - 1557), comte de Guastalla i virrei de Sicília i de Milà. Es casà amb Isabel de Capua da Molfetta, filla del príncep Ferran da Molfetta.
- Lívia Gonzaga (1508 - 1569), religiosa clarisa al monestir Corpus Christi de Màntua amb el nom de sor Paula.[3]

## Mecenatge
Educada com fou des de ben jove, juntament amb la seva germana Beatriu d'Este, va fer de la seva cort en la més refinada de la Itàlia del Renaixement i ella mateixa es convertí en una gran col·leccionista d'escultura romana, encarregant escultures modernes a l'antic estil als millors escultors, així com de numismàtica.
Pel seu matrimoni amb Francesc II Gonzaga es traslladà a Màntua, on continuà la seva activitat cultural i inicià la seva tasca de mecenatge. Així, s'envoltà dels millors artistes i erudits, escriptors, músics, i pintors que arribaven a la cort de Ferrara, entre els quals Ludovico Ariosto (al qual ajudà a escriure la seva obra Orland Furiós), Baldassare Castiglione (del qual rebé una gran influència filosòfica), Giulio Romano (que reconstruí i millorà el castell de Màntua), Raffaello Sanzio, Andrea Mantegna, Bartolomeo Tromboncino, Marchetto Cara, Pier Jacopo Alari Bonacolsi, Antonio da Correggio, Belbello da Pavia, Da Vinci, Perugino o Ticià. Les seves obres passaren a forma part de la col·lecció Gonzaga.

## Vida política
Desenvolupà els dots de govern i comunicació, que demostrà, per exemple, durant l'etapa de captiveri del seu espòs (1509 - 1512) a mans de les tropes de la República de Venècia, en què ella va prendre el control del marquesat. Quan Francesc va morir el 1519, fou nomenada regenta del seu fill Frederic II Gonzaga, i aconseguí millorar la posició internacional del marquesat. Així, assolí de mans del papa el nomenament de cardenal per al seu fill Ercole Gonzaga i realitzà diverses negociacions amb Cèsar Borja.

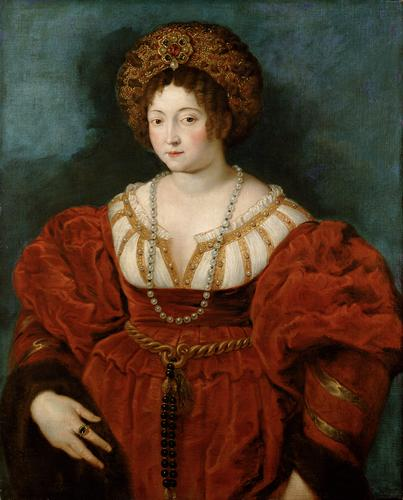
Còpia feta per Rubens (1605) d'un retrat fet per Ticià, i avui perdut

Es conserven més de dotze mil cartes de correspondència entre Isabel d'Este i personas tan importantes com l'emperador Maximilià i Lluís XII, o bé amb el papa, al Vaticà.

## Model pictòrica
Fou retratada per grans pintors, entre els quals Ticià, o Leonardo da Vinci, que començà un retrat que no arribaria a acabar.